# 聖喬治絲帶
乔治丝带（羅馬化：georgiyevskaya lentochka）是一種黑色和橘色相间的丝带。

## 起源
乔治丝带起源于俄罗斯帝国时期的最高军功勋章——圣乔治勋章，获得该勋章者即可佩戴该种款式丝带。十月革命后，圣乔治勋章被取消，這種絲帶也隨之消失。然而，在第二次世界大戰期間，蘇聯恢復了該絲帶的使用，作為近衛部隊的象徵，將其改称近卫军丝带（羅馬化：gvardeyskaya lenta）。在光榮勳章和1941－1945年偉大衛國戰爭戰勝德國獎章上也出現了這種絲帶的圖案。1991年苏联解体后，俄羅斯聯邦恢复使用「喬治絲帶」這個名字。

## 象征意义
乔治丝带在俄罗斯象征战场上的胜利。其中的黄色象征火焰，黑色象征硝烟。每年5月9日苏联卫国战争胜利纪念日，俄罗斯人都会佩戴乔治丝带以示庆祝。目前，該符號也是俄羅斯民族主義和忠於政府的團體使用的標誌。
在2014年烏克蘭親俄暴動中，反對親歐盟的活動者和親俄人士使用了喬治絲帶，因此成為親俄和東部分離主義情緒的象徵。因喬治絲帶橙黑相間的顏色與科羅拉多金花蟲相同，而烏克蘭作為馬鈴薯種植大國亦曾深受此害蟲禍害，不少烏克蘭農民均對此蟲深惡痛絕，親烏、親歐人士亦因而以「金花蟲」（俄语：колорадская лента）蔑稱諷刺此絲帶以及佩戴的親俄人士。2015年起，在二戰勝利紀念日上，烏克蘭改以英美系的國殤罌粟花取代喬治絲帶。2017年5月16日，烏克蘭立法禁止生產或宣傳喬治絲帶，違者將被處以罰款或拘留。時任乌克兰最高拉达主席安德烈·帕魯比指出，該符號已成為「俄羅斯侵略和佔領烏克蘭」的象徵。
自2014年烏克蘭親俄動亂發生以後，喬治絲帶在白俄羅斯也被限制使用。2015年起，苏联卫国战争胜利纪念日，喬治絲帶被紅、綠、白顔色的白俄羅斯前國旗取代。
於2022年俄羅斯入侵烏克蘭後，喬治絲帶更開始被廣泛視為俄西斯主義的象徵，愛沙尼亞、拉脫維亞、立陶宛、烏克蘭、摩爾多瓦均有立法禁止使用喬治絲帶。

## 圣乔治勋章的恢复与“圣乔治丝带”活动
2000年8月8日，俄罗斯联邦恢复了圣乔治勋章，作为俄罗斯的最高军事奖项。恢复后的圣乔治勋章与沙皇俄国时期的圣乔治大圣勋章具有相同的外观，其丝带为丝绸质地，缎面，具有三条黑色条纹和两条橙色条纹，交替排列——这一丝带是帝国时代“圣乔治丝带”的复制品。2007年，俄罗斯还复兴了“圣乔治骑士日”——“祖国英雄日”，该节日首次于2007年12月9日庆祝。
2007年1月25日，在审议相关法案的前一天，俄罗斯国家杜马主席、统一俄罗斯党高级委员会主席鲍里斯·格里兹洛夫在接受记者采访时解释说：“这是恢复俄国革命前就存在的‘圣乔治骑士日’，该日曾于12月9日庆祝。这一天将被定为‘祖国英雄日’，以纪念那些值得拥有自己节日的英雄。”
虽然圣乔治勋章的获得者中，包括芬兰的曼涅海姆男爵、纳粹德国占领区的俄罗斯哥萨克军队总指挥官、顿河哥萨克军总司令克拉斯诺夫将军，以及在第二次世界大战中与德国国防军作战的俄罗斯军人等。
有观点认为，可能是“伟大卫国战争”中的“人民符号”——卫戍军丝带的流行，导致了战争结束六十年后，军事胜利的象征逐渐演变成宣传项目。
2005年，俄新社在俄罗斯政府的直接支持下，启动了“圣乔治丝带”活动，向公众免费发放象征胜利日的丝带。该活动由媒体集团创建的“我们的胜利。日复一日”和“学生社群”组织负责。该活动在俄罗斯及其他国家的胜利日庆祝活动中，成为不可或缺的标志，广泛出现在各种纪念活动、老兵见面会、军事阅兵和节日庆典中。
该活动的规模在区域和财政上都相当庞大。2005年，发放了80万条丝带；2006年，达到了120万条；到2007年，数量已达到约1000万条，分布在30多个国家。活动的前四年内，全球范围内已发放超过4500万条丝带。该活动的成功程度如此之高，以至于黑橙双色的组合开始大量出现在俄罗斯的衣领、汽车天线、背包、酒瓶等物品上，后来在独联体国家也出现了类似的情况。此外，围绕“圣乔治丝带”的商业化运作和广告也开始盛行。
一些老兵认为，这种现象与亵渎历史和纪念牺牲者的符号没有区别。根据2015年在海參崴的调查，56%的居民认为出售圣乔治丝带没有问题，而44%的人则表示反对。
总体而言，绝大多数俄罗斯人支持“圣乔治丝带”活动。近年来的调查显示，支持率在70%到94%之间。

## 圖集

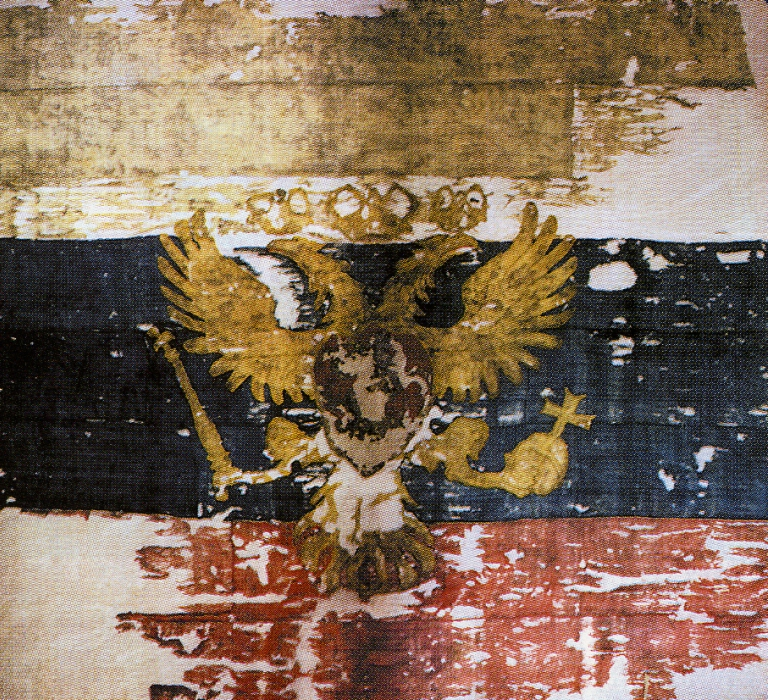
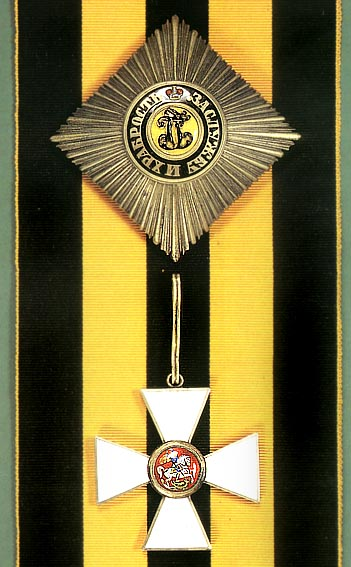
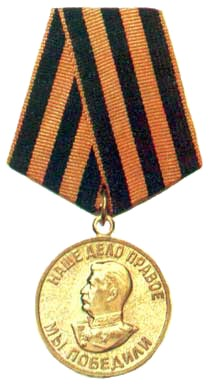